# Nicole Reinhardt (Historikerin)
Nicole Reinhardt (* 12. März 1966 in Bretten) ist eine deutsche Neuzeithistorikerin und seit Oktober 2022 Direktorin der Abteilung für Abendländische Religionsgeschichte des Leibniz-Instituts für Europäische Geschichte (IEG) Mainz. Daneben ist sie Professorin für Neuere Geschichte mit dem Schwerpunkt europäische Religionsgeschichte der Johannes Gutenberg-Universität Mainz. Bis September 2022 war sie Professorin für frühe moderne Geschichte an der University of Durham.
Nach dem Studium der Geschichte und Romanistik in Heidelberg und Freiburg i. Br. ging sie an das Europäische Hochschulinstitut Florenz, wo sie den Ph.D. in europäischer Geschichte erwarb mit der Dissertation Macht und Ohnmacht der Verflechtung: Rom und Bologna unter Paul V (1605–1621)  bei Wolfgang Reinhard (Freiburg i. B.) und Michael G. Müller (Florenz/Halle). Nach einer Assistenzzeit an der Universität Rostock ging sie 2001 für ein Bibliotheksprogramm an die EHESS in Paris und 2005 an die Universität Lyon II. 2009 wurde sie an der Universität Durham eingestellt und 2017 zur Professorin ernannt. Reinhardt war Fellow des Max-Weber-Kollegs (Erfurt) und Mitglied der von der Deutschen Forschungsgemeinschaft finanzierten Kolleg-Forschungsgruppe „Religiöse Individualisierung in historischer Perspektive“ (2010–2011). Im Juli 2018 war sie Visiting Fellow am Center for Advanced Studies der Ludwig-Maximilians-Universität München.

## Schriften
- Voices of conscience. Royal confessors and political counsel in seventeenth century France and Spain. Oxford University Press, Oxford 2016, ISBN 978-0-19-870368-6 (englisch).
- Der Beichtvater in der Frühen Neuzeit als Berater, Richter und Prophet. In: Bernd Oberdorfer, Peter Waldmann (Hrsg.): Machtfaktor Religion. Formen religiöser Einflussnahme auf Politik und Gesellschaft. Böhlau, Köln (u. a.) 2012, ISBN 978-3-412-20826-4, S. 59–90.
- mit Andreas Pecar, M. Völkel (Hrsg.): Fürst und Land. Das illustrierte Buch in den Beständen der Universitätsbibliothek Rostock. Universität Rostock, Rostock 2002, ISBN 3-86009-228-6.
- Macht und Ohnmacht der Verflechtung. Rom und Bologna unter Paul V. Studien zur frühneuzeitlichen Mikropolitik im Kirchenstaat. bibliotheca academica Verlag, Tübingen 2000, ISBN 3-928471-26-0.